# جاي ديفيس
جاي ديفيس (بالإنجليزية: Guy Davis)‏ هو موسيقي وممثل أمريكي، ولد في 12 مايو 1952 بنيويورك في الولايات المتحدة.

## وصلات خارجية
- جاي ديفيس على موقع IMDb (الإنجليزية)
- جاي ديفيس على موقع ميوزك برينز (الإنجليزية)
- جاي ديفيس على موقع أول موفي (الإنجليزية)
- جاي ديفيس على موقع قاعدة بيانات برودواي على الإنترنت (الإنجليزية)
- جاي ديفيس على موقع أول ميوزيك (الإنجليزية)
- جاي ديفيس على موقع ديسكوغز (الإنجليزية)
- جاي ديفيس على موقع قاعدة بيانات الفيلم (الإنجليزية)